# Grätsche (Fußball)

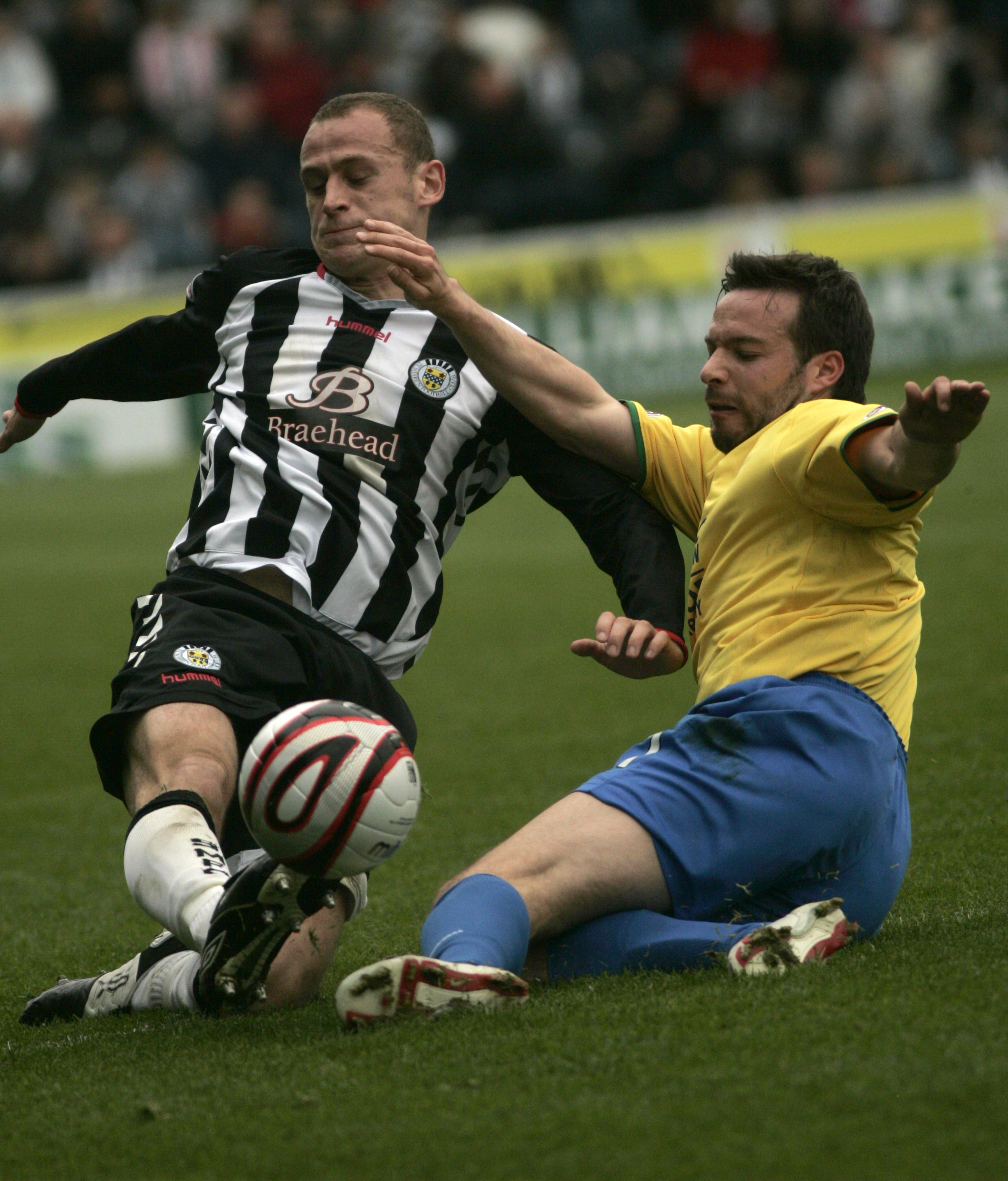
Eine Grätsche

Eine Grätsche ist der Versuch eines Fußballspielers, den Ball rutschend mit ausgestrecktem Bein zu erreichen. Ein solcher Versuch gilt laut Fußballregeln als Grätsche, wenn der Spieler mit seinem Rumpf in Berührung mit dem Boden kommt und dabei den Versuch unternimmt, an den Ball zu kommen.
Die Notwendigkeit ergibt sich beispielsweise, wenn der Ball auf andere Weise nicht mehr erreicht werden kann oder wenn ein Gegenspieler vom Ball getrennt werden soll. Sofern zuerst der Ball gespielt, die Grätsche relativ kontrolliert durchgeführt und somit keine Verletzung des Gegenspielers in Kauf genommen wird, stellt sie eine regelkonforme Spielweise dar. Im Fußballjargon spricht man von gegrätscht.

## Blutgrätsche
Bei einer Blutgrätsche wird der Gegenspieler mit voller Absicht getreten, ohne dass eine Chance besteht, den Ball zu treffen. Dies wird als grobes Foulspiel geahndet. Dem Foulenden kommt es dabei nicht darauf an, den Ball zu treffen. Da der foulende Spieler eine Verletzung seines Gegenspielers in Kauf nimmt, wird dieses Foulspiel meist mit einer Roten Karte geahndet.
Einfache Regelverstöße, insbesondere im Bereich von übereifrigem Spieleinsatz, kampfbetonter Härte oder durch Übermüdung oder Unüberlegtheit sind rechtlich ohne Folgen, während eine Blutgrätsche einen massiven Regelverstoß darstellt und sogar Schadensersatzansprüche des betroffenen Gegners auslösen kann.